# Armada de la República Argentina
La Armada de la República Argentina è la marina militare della Repubblica Argentina. Essa è una forza aeronavale dotata anche di contingenti di fanteria di marina, distribuita lungo la costa dell'Argentina, con importanti basi nel sud come quella di Puerto Belgrano e Ushuaia.
L'evento bellico più importante che ha visto coinvolta questa marina in tempi recenti è senz'altro la guerra delle Falkland, isole chiamate dagli argentini Malvine; le navi dell'Armada non poterono svolgere un ruolo di rilievo, ma i piloti dell'Aviación Naval diedero prova di preparazione e coraggio infliggendo sensibili perdite alla squadra navale britannica.
La Armada si rese partecipe, durante il regime militare argentino del 1976-1983 di gravi crimini contro civili e presunti oppositori; l'ammiraglio Emilio Massera svolse un ruolo decisivo nella politica di annientamento e repressione di ogni opposizione reale o presunta perseguita dalla giunta al potere, mentre alcune strutture della marina, come l'ESMA, divennero centri di detenzione segreta, tortura ed eliminazione.

## Storia
Tra i suoi comandanti storici si annoverano anche l'ammiraglio Guillermo Brown, eroe della guerra di indipendenza contro gli Spagnoli, l'ammiraglio Julián Irizar, l'ammiraglio Isaac Francisco Rojas, l'ammiraglio Emilio Rodolfo Berisso, l'ammiraglio Hermes Quijada.

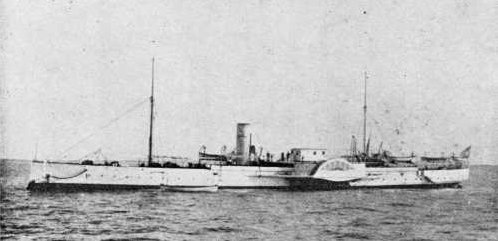
Ariete torpediniere Maipú, 1880-1902.

Durante l'ultimo secolo l'Argentina ha anche conosciuto molti interessanti sviluppi nel settore militare, che fin dall'inizio del XX secolo ne lanciarono le ambizioni di potenza navale regionale. Tra le unità acquistate degli argentini quattro incrociatori corazzati del tipo Garibaldi agli inizi del XX secolo costruiti in Italia e due nuove corazzate di costruzione statunitense, armate con 12 pezzi da 305 mm: le ARA Moreno e Rivadavia, da 27.000 tonnellate. Nei tardi anni venti giunsero in servizio due cacciatorpediniere di costruzione spagnola e tre sommergibili costruiti a Taranto e per questo chiamati Los Tarantinos, derivati dalla classe Settembrini della Regia Marina.
Agli inizi degli anni 1930 entrarono in servizio gli incrociatori classe Veinticinco de Mayo (ARA Venticinquo de Mayo e Almirante Brown, ordinati nel 1927), realizzati in Italia, navi veloci e moderne, che sostanzialmente erano la versione ridotta dei classe Trento italiani.

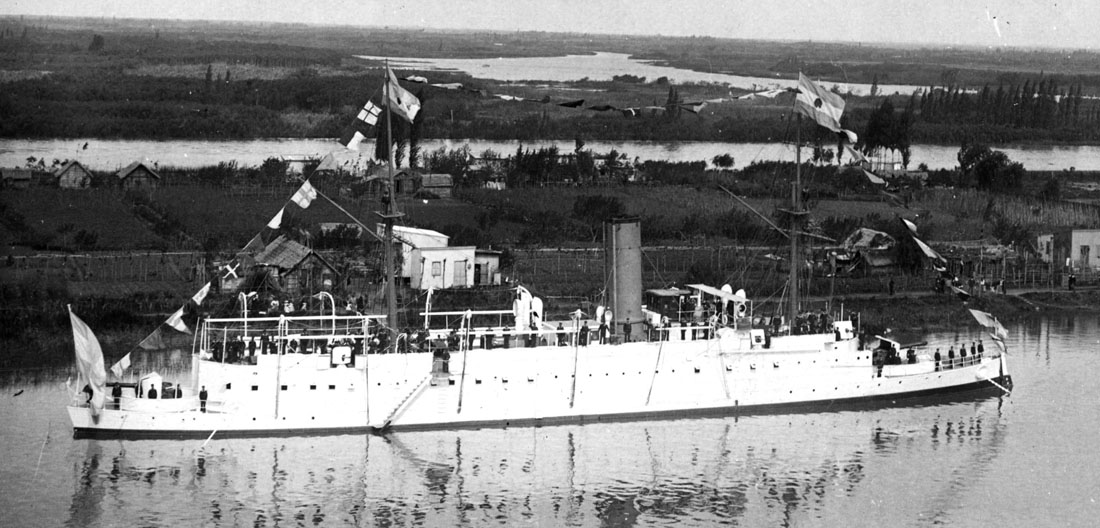
Incrociatore ARA Patagonia, 1887.

Al termine della seconda guerra mondiale gli argentini acquistarono dagli Stati Uniti d'America due incrociatori leggeri della classe Brooklyn posti in disarmo dalla United States Navy e ribattezzati General Belgrano e Nueve de Julio. Gli argentini acquistarono poi dal Regno Unito una portaerei della classe Colossus ribattezzate ARA Independencia sostituita dopo il disarmo da una portaerei della stessa classe, acquistata dai Paesi Bassi e ribattezzata Veinticinco de Mayo.
Gli argentini ricevettero fino agli anni settanta dagli Stati Uniti nell'ambito del MDAP altre unità, come alcuni cacciatorpediniere classe Fletcher, classe Allen M. Sumner e classe Gearing sottoposti ad ammodernamenti FRAM e alcuni sommergibili Balao sottoposti ad ammodernamenti GUPPY.
Alla fine degli anni settanta è stato avviato un nuovo programma di ammodernamento avviato con la costruzione dei cacciatorpediniere di progettazione britannica Type 42 Hercules e Santisima Trinidad, degli avvisi di progettazione francese classe Drummond e dei sottomarini di progettazione tedesca TR-1700 e U-209. L'ammodernamento è proseguito nel decennio successivo con l'ordine ai cantieri tedeschi delle fregate multiruolo classe Almirante Brown e delle corvette MEKO 140 Espora.
L'Armada è stata purtroppo colpita dal presunto disastro dell'ARA San Juan: il sottomarino, scomparso il 15 novembre 2017 di fronte al golfo di San Jorge, molto probabilmente è esploso visto che nell'ultimo messaggio l'ARA San Juan comunicava di avere problemi alle batterie. A bordo vi erano 44 militari.

## Basi
- Base navale Puerto Belgrano
- Base navale Mar del Plata
- Base navale Ushuaia
- Base aeronavale Comandante Espora
- Base aeronavale Almirante Zar
- Base della fanteria di marina Baterías
- Distaccamento navale Posadas
- Arsenale di Azopardo
- Base aeronavale Punta Indio
- Distaccamento navale Comodoro Rivadavia
- Base navale Zárate
- Estado mayor general de la Armada (Stato maggiore generale della flotta - Buenos Aires)
- Escuela Naval Militar (Scuola navale Militare)

## Flotta
Unità in servizio con la Armada de la República Argentina al 2016:
| Classe                              | Immagine    | Tipo                                                     | Origine     | Unità                                                                               | Anno di entrata in servizio   | Note                                                                         |
| Sottomarini                         | Sottomarini | Sottomarini                                              | Sottomarini | Sottomarini                                                                         | Sottomarini                   | Sottomarini                                                                  |
| ----------------------------------- | ----------- | -------------------------------------------------------- | ----------- | ----------------------------------------------------------------------------------- | ----------------------------- | ---------------------------------------------------------------------------- |
| Classe Santa Cruz                   |             | Sottomarino diesel-elettrico                             | Germania    | ARA Santa Cruz                                                                      | 1984                          | Una seconda unità, l'ARA San Juan, è andata perduta in un incidente nel 2017 |
| Classe Salta                        |             | Sottomarino diesel-elettrico                             | Germania    | ARA Salta                                                                           | 1973                          |                                                                              |
| Navi da combattimento di superficie |             |                                                          |             |                                                                                     |                               |                                                                              |
| Classe Almirante Brown              |             | Cacciatorpediniere lanciamissili (Fregata lanciamissili) | Germania    | ARA Almirante Brown ARA La Argentina ARA Heroína ARA Sarandí                        | 1983 1984                     |                                                                              |
| Classe Espora                       |             | Corvetta                                                 | Germania    | ARA Espora ARA Rosales ARA Spiro ARA Parker ARA Robinson ARA Gómez Roca             | 1985 1986 1987 1990 2001 2002 |                                                                              |
| Classe Drummond                     |             | Corvetta                                                 | Francia     | ARA Drummond ARA Guerrico ARA Granville                                             | 1978 1982                     |                                                                              |
| Classe Intrépida                    |             | Motocannoniera missilistica                              | Germania    | ARA Intrépida ARA Indómita                                                          | 1974                          |                                                                              |
| Pattugliatori e avvisi              |             |                                                          |             |                                                                                     |                               |                                                                              |
| Classe Gowind                       |             | OPV                                                      | Francia     | ARA Bouchard ARA Piedrabuena ARA Almirante Storni                                   | 2019 2021                     |                                                                              |
| Classe Punta Mogotes                |             | Pattugliatore fluviale                                   | Stati Uniti | ARA Punta Mogotes ARA Rio Santiago                                                  | 1999 2000                     |                                                                              |
| Classe Baradero                     |             | Pattugliatore                                            | Israele     | ARA Baradero ARA Barranqueras ARA Clorinda ARA Concepción del Uruguay               | 1978                          |                                                                              |
| -                                   |             | Pattugliatore                                            | Argentina   | ARA Zurubí                                                                          | 1939                          | Nave di interesse storico                                                    |
| Classe Sotoyomo                     |             | Avviso                                                   | Stati Uniti | ARA Alferez Sobral                                                                  | 1944                          | Ex rimorchiatore di squadra                                                  |
| -                                   |             | Avviso                                                   | Stati Uniti | ARA Teniente Olivieri                                                               | 1981                          | Ex rimorchiatore                                                             |
| Classe Neftegaz                     |             | Avviso                                                   | Russia      | ARA Puerto Argentino ARA Estrecho San Carlos ARA Bahía Agradable ARA Islas Malvinas | 1990                          | Ex rimorchiatori                                                             |
| Classe Abnaki                       |             | Avviso                                                   | Stati Uniti | ARA Francisco de Gurruchaga ARA Suboficial Castillo                                 | 1945 1944                     | Ex rimorchiatori                                                             |
| Navi anfibie                        |             |                                                          |             |                                                                                     |                               |                                                                              |
| Classe Type 42                      |             | Trasporto multiruolo                                     | Regno Unito | ARA Hércules                                                                        | 2000                          | Ex cacciatorpediniere modificato                                             |
| Classe Costa Sur                    |             | Nave da trasporto                                        | Argentina   | ARA Canal Beagle ARA Bahía San Blas ARA Cabo de Hornos                              | 1978 1979                     |                                                                              |
| Navi ausiliarie                     |             |                                                          |             |                                                                                     |                               |                                                                              |
| -                                   |             | Rompighiaccio                                            | Finlandia   | ARA Almirante Irízar                                                                | 1978                          |                                                                              |
| Classe Durance                      |             | Petroliera                                               | Francia     | ARA Patagonia                                                                       | 1999                          |                                                                              |
| -                                   |             | Nave oceanografica                                       | Argentina   | ARA Puerto Deseado                                                                  | 1979                          |                                                                              |
| -                                   |             | Nave per rilevazioni idrografiche                        | Argentina   | ARA Comodoro Rivadavia                                                              | 1999                          |                                                                              |
| Classe Red                          |             | Nave ausiliaria                                          | Stati Uniti | ARA Ciudad de Zárate ARA Ciudad de Rosario ARA Punta Alta                           | 2000                          |                                                                              |
| -                                   |             | Nave scuola a vela                                       | Argentina   | ARA Libertad                                                                        | 1963                          |                                                                              |

## Aviazione navale
Aviazione navale  (Aviación Naval) o COAN Comando de Aviacion Naval
Vi sono 5 basi aeree al momento attuale:
- Comandante Espora (BACE)
- Almirante Zar (BAAZ)
- Punta Indio (BAPI)
- Stazione navale Ezeiza (ETAE)
- Stazione navale Almirante Quijada (BARD) a Río Grande, Tierra del Fuego.

Il comando, la BACE, è la prima di queste basi. Là vi sono anche tutti gli aerei imbarcati.
Fuerza Aeronaval 1: Punta Indi, vicino a La Plata, Buenos Aires:
- 1ra Escuadrilla Aeronaval de Ataque (EA41)
- Agrupación Aeronaval Aerofotográfica (APFT)

Fuerza Aeronaval 2 (aerei imbarcati):
- Escuadrilla Aeronaval Antisubmarina (EA2S)
- 1ª Escuadrilla aeronaval de Helicópteros (EAH1)
- 2ª Escuadrilla Aeronaval de Helicópteros (EAH2)

Fuerza Aeronaval 3: ad Almirante Zar, vicino a Trelew; si incarica del controllo marittimo e missioni SAR
- Escuadrilla Aeronaval de Exploración (EA6E)
- Escuadrilla Aeronaval de Vigilancia Marítima (EA6V)
- 2ª Escuadrilla Aeronaval de Sostén Logístico Móvil (EA52): Stazione di Ezeiza (ETAE), aeroporto di Ezeiza, Buenos Aires

## Aree navali
La superficie maríttima e fluviale il cui controllo è affidato alla Armada Argentina è suddiviso in tre aree navali:

### Area fluviale
L'Área Naval Fluvial (ANFL) creata il 16 dicembre 1974 ha come base la Base Naval de Zárate. Nella sua giurisdizione vengono svolte operazioni di vigilanza delle aree fluviali, corsi d'acqua e porti fluviali ed attività di addestramento per gli allievi degli istituti di formazioni della Armada, con l'imbarco degli allievi sulle unità della Escuadrilla de Ríos e condotte attività di addestramento integrato di mezzi navali di superficie e il Batallón de Infantería de Marina N° 3.

### Área Naval Atlántica
L'Área Naval Atlántica (ANAT), con sede nella Base Naval de Mar del Plata ha la sua competenza sul Mar Argentino, con una superficie marittima equivalente al territorio nazionale. La zona costiera si estende da Cabo de San Antonio nella Provincia de Buenos Aires fino a Comodoro Rivadavia, nella Provincia di Chubut. Alle dipendenze dell'Área Naval Atlántica sono la División de Patrullado Marítimo e la Agrupación de Buzos Tácticos di base a Mar del Plata, il Destacamento Naval Comodoro Rivadavia e l'Apostadero Puerto Madryn.

## Gradi

### Ufficiali
Il grado più alto nella Armada Argentina è Almirante (ammiraglio) che è riservato al Jefe del Estado mayor general de la Armada o al Capo di Stato maggiore delle forze armate (Jefe del Estado Mayor Conjunto de las Fuerzas Armadas Argentinas), nel caso questo fosse un ammiraglio della Armada. Il grado di ammiraglio ha come corrispondente nella Marina Militare Italiana quello di ammiraglio di squadra con incarichi speciali, riservato al Capo di stato maggione della Marina e a quello di ammiraglio che nelle forze armate italiane è riservato al Capo di stato maggiore della difesa nel caso appartenga alla Marina Militare.
Il grado di comodoro de marina è solamente onorario e viene conferito ai Capitán de navío con molta anzianità nel grado o che hanno conseguito la promozione a Contralmirante, ma che non hanno potuto per mancanza di posti vacanti.